# Кортенуова
Кортенуо̀ва (на италиански: Cortenuova; на ломбардски: Cor-nöa, Кор-ньоа) е село и община в Северна Италия, провинция Бергамо, регион Ломбардия. Разположено е на 133 m надморска височина. Населението на общината е 1969 души (към 2017 г.).